# Фишер, Хелена
Хелена Фишер (нем. Helene Fischer, урожд. Еле́на Петро́вна Фи́шер; род. 5 августа 1984, Красноярск) — немецкая певица, исполнительница шлягеров. С 16 млн проданных дисков она является одной из самых успешных певиц Германии. Её альбомы The Best of Helene Fischer, Color Game и Christmas — одни из самых продаваемых музыкальных альбомов в Германии. 

## Детство и юность
Родилась в Красноярске 5 августа 1984 года в семье Петра и Марины Фишер. Супруги к тому времени уже имели одну дочь — Эрику. Отец работал учителем физкультуры, а мать — инженером на кафедре одного из вузов. Родители Петра Фишера — советские немцы, сосланные в Сибирь в 1941 году. В июне 1988 года семья Фишеров эмигрировала в Германию как «немецкие переселенцы».
В Германии Фишеры поселились в Вёлльштайне в земле Рейнланд-Пфальц. После окончания школы Хелена Фишер окончила частную музыкальную школу Stage & Musical School во Франкфурте-на-Майне. Ещё во время трёхгодичного обучения выступила на сцене Государственного театра в Дармштадте, а также на сцене Народного театра во Франкфурте-на-Майне.

## Ранняя музыкальная карьера

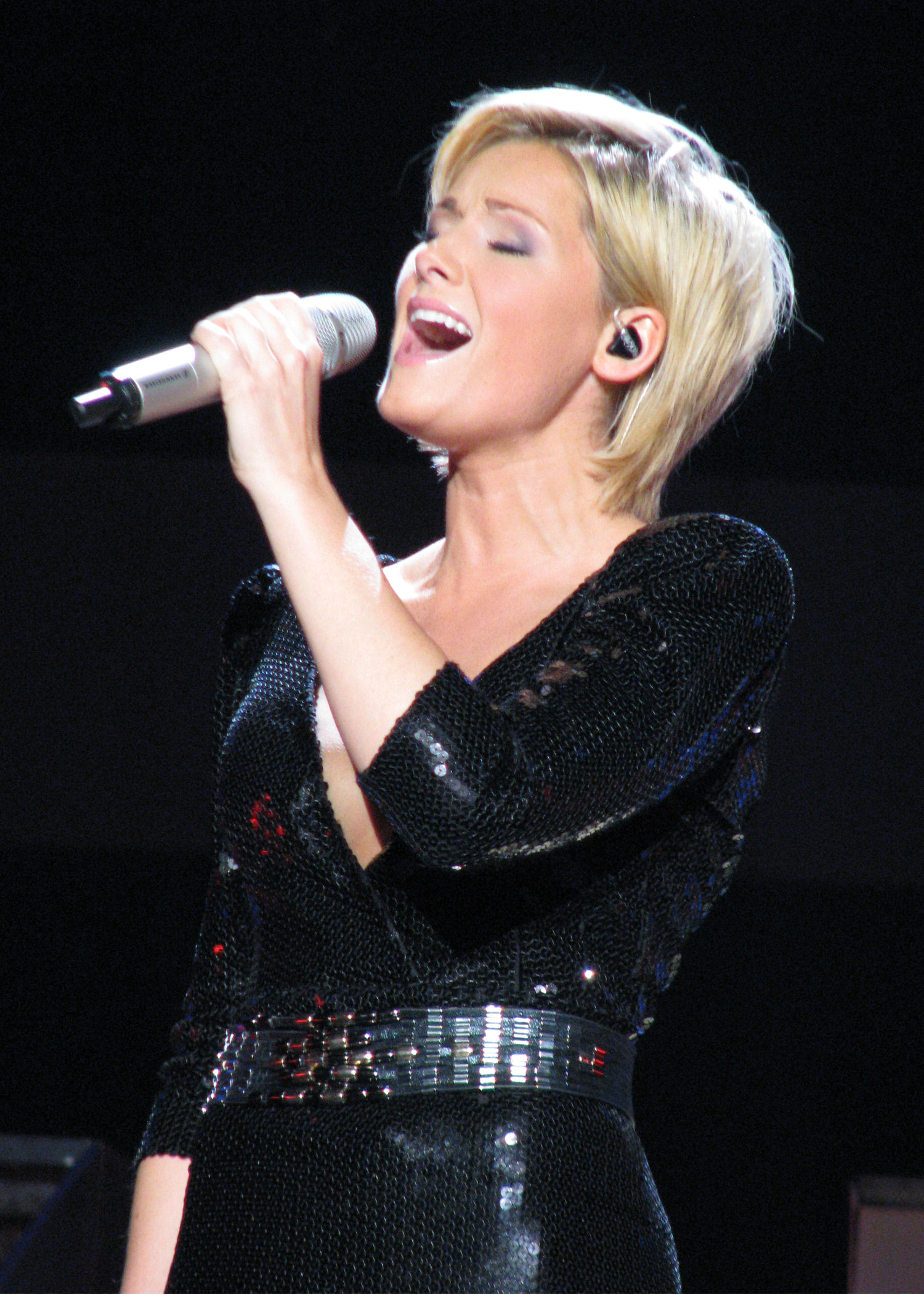
Хелена Фишер, 2010

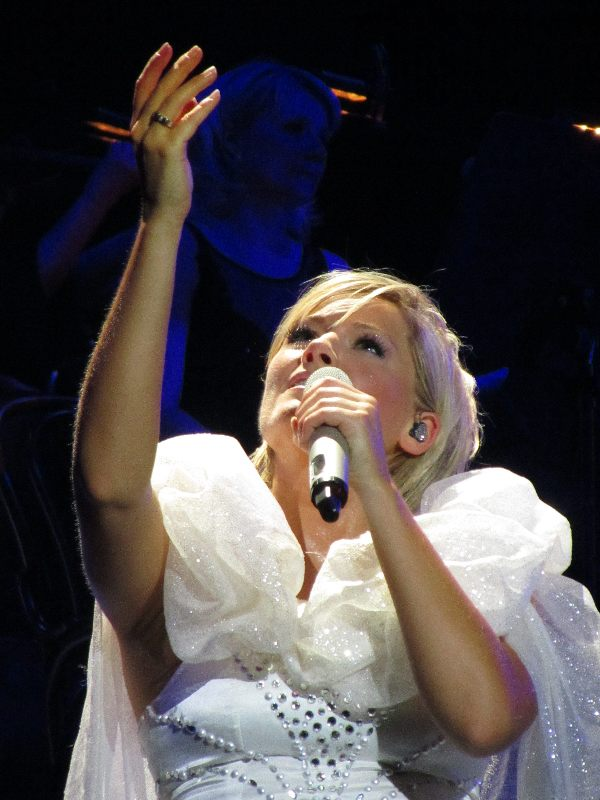
Хелена Фишер на концерте в Вене, 2011 год

В 2004 году, во время учёбы Фишер в Stage & Musical School, её мать втайне от дочери скопировала демо-диск с шестью песнями и разослала его по разным студиям звукозаписи, чтобы посмотреть на реакцию профессионалов. Через неделю с 19-летней Фишер связался известный музыкальный менеджер Уве Кантак (нем. Uwe Kanthak), с чего и началась карьера певицы.
Дебют Фишер на сцене состоялся 14 мая 2005 года в одной из программ ZDF — второго общенационального канала телевидения. Это был дуэт с певцом Флорианом Зильберайзеном.
3 февраля 2006 года вышел первый альбом певицы Von hier bis unendlich. В следующем году певица выпустила второй альбом — So nah wie Du. Оба альбома получили статус «золотого». Третий альбом Фишер Zaubermond вышел 27 июня 2008 года, четвёртый — So wie ich bin — 9 октября 2009 года, и пятый альбом Für einen Tag — в 2011 году.
На концертах Хелена Фишер исполняет русские и украинские песни.

## Die Helene Fischer Show
С 2011 года у Хелены Фишер появилось собственное рождественского шоу «Die Helene Fischer Show», которое транслируется вечером в день католического Рождества 25 декабря. В концертах принимают участие немецкие певцы, актёры, другие известные персоны, а также мировые знаменитости. В разные годы в шоу участвовали Майкл Болтон, Андреа Бочелли, Il Divo, Брайан Адамс, Sunrise Avenue и многие другие.
С 2011 по 2015 годы съемки концертов проводились на Берлинском Велодроме, в 2016, 2017 и в 2018 годах — в Дюссельдорфе.

## Альбом «Farbenspiel»

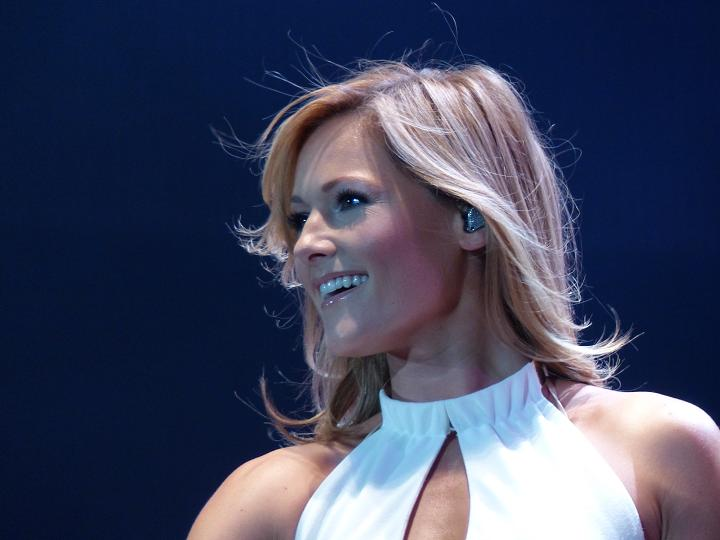
Хелена Фишер на концерте в Schleyer-Halle, 2013.

4 октября 2013 году вышел шестой альбом Хелены Фишер под названием Farbenspiel (от нем. Игра цвета). Автором песен и продюсером этого альбома, как и предыдущих альбомов певицы, стал Жан Франкфуртер, известный в СССР как автор песен трио Arabesque. Диск был продан в количестве 2 350 000 экземпляров, получив в Германии 10-кратную платиновую сертификацию, в Австрии став 18 раз платиновой, а в Швейцарии — 4 раза. Альбом оказался переломным в карьере Хелены Фишер, его успех закрепил за певицей звание «королевы шлягера». «Farbenspiel» дважды получил немецкую музыкальную награду Echo в категории «Альбом года» в 2014 и 2015 годах.
В поддержку диска в городах Германии, Австрии и Швейцарии был проведён концертный тур, который начался осенью 2014 года и получил название Farbenspiel Live, вторая часть тура, Farbenspiel Stadion Tour, состоялась летом 2015 года. Самым массовым выступлением стали концерты прошедшие 4 и 5 июня на Олимпийском стадионе в Берлине, в эти два вечера спортивная арена вместила в себя 120 тыс. человек. Всего вторую часть тура посетило более 800 тысяч человек.

## Дальнейшая карьера
В 2015 году Фишер в сотрудничестве с Королевским филармоническим оркестром записала альбом Weihnachten (от нем. Рождество) на знаменитой лондонской студии «Эбби-Роуд». Диск содержит 18 немецких рождественских песен и гимнов и 17 знаменитых рождественских хитов на английском языке. Диск также стал коммерчески успешным и был продан в количестве более миллиона экземпляров. В канун Рождества 2016 года вышло делюкс-издание альбома, в которое были включены дополнительные 8 рождественских песен. Так же на DVD и Blu-ray дисках было выпущено выступление в Австрии с новогодним песнями в сопровождении вышеназванного оркестра.

## АльбомHelene Fischer
Восьмой студийный альбом певицы, Helene Fischer, вышел 12 мая 2017 года. В первую неделю в Германии и Австрии диск был продан в количестве свыше 345 тыс. экземпляров. Впервые в карьере Хелены Фишер продюсером альбома не выступил Жан Франкфуртер, тем не менее пластинка содержит три песни его авторства. Альбом включил в себя 18 новых композиции, в делюкс издание вошло 24 песни. Как и Farbenspiel, альбом Helene Fischer также достиг первой позиции в немецком, австрийском и швейцарском чартах.

## Личная жизнь
В 2008—2018 годах Хелена Фишер состояла в отношениях с Флорианом Зильберайзеном (нем. Florian Silbereisen), немецким певцом и ведущим, с 2015 года участником интернациональной группы Klubbb3.

## Финансовые достижения
Заняла восьмое место в рейтинге самых высокооплачиваемых певиц мира за 2018 год по версии журнала Forbes, заработав за год 32 млн долларов США.

## Дискография

### Студийные альбомы
| Год  | Название               | DE           | AT           | CH          |
| ---- | ---------------------- | ------------ | ------------ | ----------- |
| 2006 | Von hier bis unendlich | 19 (71 нед.) | 16 (23 нед.) | 49 (5 нед.) |
| 2007 | So nah wie du          | 5 (66 нед.)  | 7 (62 нед.)  | 45 (8 нед.) |
| 2008 | Zaubermond             | 2 (74 нед.)  | 4 (65 нед.)  | 7 (21 нед.) |
| 2009 | So wie ich bin         | 2 (37 нед.)  | 1 (… нед.)   | 7 (30 нед.) |
| 2011 | Für einen Tag          | 1 (… нед.)   | 2 (… нед.)   | 2 (46 нед.) |
| 2013 | Farbenspiel            | 1 (… нед.)   | 1 (… нед.)   | 1 (… нед.)  |
| 2015 | Weihnachten            | 1 (… нед.)   | 1 (… нед.)   | 2 (… нед.)  |
| 2017 | Helene Fischer         | 1 (… нед.)   | 1 (… нед.)   | 1 (… нед.)  |

### Синглы
| Год  | Название                                                  | DE          | AT          | CH |
| ---- | --------------------------------------------------------- | ----------- | ----------- | -- |
| 2007 | Mitten im Paradies (Promo-Single) So nah wie du           | 79 (3 нед.) | —           | —  |
| 2008 | Lass mich in dein Leben Zaubermond                        | 38 (9 нед.) | —           | —  |
| 2009 | Ich will immer wieder… dieses Fieber spürn So wie ich bin | 30 (9 нед.) | 33 (4 нед.) | —  |

## Награды и премии
| Страна    | Золото | Платина |
| --------- | ------ | ------- |
| Германия  | 32     | 11      |
| Австрия   | 0      | 9       |
| Швейцария | 6      | 1       |
| Дания     | 1      | 0       |
| Итого:    | 39     | 21      |